# シェルペク
シェルペク(露: Шельпек)は、中央アジア全域で食べられているフラットブレッドである。材料は、小麦粉、牛乳、砂糖、バター、サワークリーム、炭酸水素ナトリウム、食塩、植物油である。
パン生地をボール型に成型し、金色になるまで植物油で揚げる。パン用酵母を使って作ることもあり、その場合は長期間柔らかいままになる。生地の作り方はバウルサクと似ている。